# 安部若菜
安部 若菜（あべ わかな、2001年〈平成13年〉7月18日 - ）は、日本のアイドル、小説家。女性アイドルグループNMB48のメンバーである。
大阪府出身。Showtitle所属。

## 略歴
2018年
- 3月28日、NMB48劇場でのチームN 4th Stage「目撃者」公演において、NMB48のメンバーとしてお披露目される。
- 9月26日、研究生「夢は逃げない」公演初日メンバーに選ばれ出演[1]。

2019年
- 11月29日、COOL JAPAN PARK OSAKA WWホールにて開催された『初恋至上主義リリース記念スペシャルイベント』に、『だんさぶる！』とともに『難波鉄砲隊其之八』として出演し、『全力グローイングアップ』を初披露した。

2020年
- 1月1日、「NMB48 新春特別公演2020」において、正規メンバー昇格と渋谷チームM所属が発表される[2]。

2021年
- 3月20日、MBSラジオ『NMB48のTEPPENラジオ』にて、メインパーソナリティに起用されたことが発表。ラジオ番組初レギュラー[3]。

2022年
- 1月1日、「NMB48新春組閣発表会」の新体制により、新たに結成されるチームMに所属し、副キャプテンに就任することが発表される[4]。
- 1月7日、「R-1グランプリ2022」1回戦に出場。2回戦に進出した[5]。
- 11月18日、自身の処女作となる小説「アイドル失格」（KADOKAWA）にて小説家デビュー[6][7]。

2023年
- 3月23日、大阪コミコン2023（2023年5月5日 - 7日、インテックス大阪）でのPR大使に任命されたことが発表される[8]。
- 12月8日、小説「アイドル失格」が2024年1月10日から雑誌「コンプティーク」で漫画化されることが明らかになった[9]。同2月号では表紙＆巻頭特集される[9]。

2024年
- 1月10日、小説「アイドル失格」が雑誌「コンプティーク」で漫画化され発売される[10]。
- 1月13日、小説「アイドル失格」がBS松竹東急で実写ドラマ化される。主演はNMB48の山本望叶[11]。
- 3月14日、大阪コミコン2024【OSAKA COMIC CON 2024】（2024年5月3日 - 5日、インテックス大阪）のPR大使に、昨年に引き続き任命されたことがYouTubeにて発表される[12]。
- 12月6日、2作目の小説「私の居場所はここじゃない」が発売[13][14]。

2025年
- 3月20日、関西大学卒業を報告。1年の休学を経て5年間での卒業となった[15]。

## 人物
小説、落語、投資と様々なジャンルで積極的に活動の幅を広げており、“100通りの楽しみ方ができるアイドル”として活動中。
落語が趣味で、好きな落語家は故・桂枝雀。上方落語の定席「天満天神繁昌亭」でも高座に上がった。
ゲーム、読書、アニメ等も趣味として挙げられており、特にゲームは定期的にYouTubeで配信している。趣味を仕事に繋げられる点が多方面から評価されている。
好きな食べ物は、和食、甘いもの。
特技は、陸上部出身だったこともあり円盤投。料理は配信番組内で、共演したたけだバーベキューからもお墨付きである。

## NMB48での参加楽曲

### シングル選抜楽曲
- 「僕だって泣いちゃうよ」に収録
  - 夢は逃げない - 「研究生」名義
- 「床の間正座娘」に収録
  - 2番目のドア
- 「初恋至上主義」に収録
  - 全力グローイングアップ - 「難波鉄砲隊其之八」名義
- 「だってだってだって」に収録
  - 青春はブラスバンド - 「Team M」名義
- 恋なんかNo thank you!
  - アイラブ豚まん
  - 我が友よ 全力で走っているか? - 「Team M」名義
  - 告白の空砲 - 「難波鉄砲隊其之九」名義
- シダレヤナギ
  - 落とし穴
- 恋と愛のその間には
  - 夢中人
- 好きだ虫
  - なぜ、僕は立ち上がるのか? - 「Team M」名義
- 渚サイコー!
  - 恋のヘタレ - 「Team BII」名義
- これが愛なのか?
  - ヘドバンタイム - 「Team BII」名義
- がんばらぬわい
  - 愛が終わってもSelfish - 「白組」名義
- チューストライク
  - もっと永遠に - 「Team BII」名義

### アルバム選抜楽曲
- 『NMB13』に収録
  - Done
  - 青春のラップタイム 2023
  - 今さら道頓堀
  - 想像のピストル

## 出演

### テレビ番組
- 音いたち（2021年5月18日 - 、関西テレビ） - 冠コーナー「わかぽんのJUKE BOX」を担当[19]
- 平成紅梅亭（2021年 - 、読売テレビ） - アンバサダー[20]
  - 東の旅ツアーSP（2021年9月28日）
  - 東西特選落語会（2022年3月29日・4月5日・4月12日）
- DC展 アメコミ好き出てこいやー！！大阪初上陸特番（2021年12月27日、テレビ大阪）
- 平成紅梅亭スピンオフ特番「平成紅梅亭 PRESENTS エモいRAKUGO」（2022年2月28日[21]・2023年2月14日・2024年3月5日[20]、読売テレビ）
- 土曜はダメよ!（2022年6月5日 - 、読売テレビ） - 土ダメファミリー（準レギュラー）[22]
- 月亭方正×桂宮治 二人会（2022年7月19日、読売テレビ）
- おかわりコント学園 第2弾（2022年8月5日、読売テレビ）
- MBS That's！オール漫才～保存版！オールザッツ漫才 ゴールデン直前SP～（2022年8月13日、毎日放送）
- 京都スペシャル 高校生バンドグランプリ（2023年2月24日、NHK総合）
- 大阪ほんわかテレビ 特別編【脳トレSP】クイズ王宇治原を倒せ！最強軍団が登場（2023年3月12日、読売テレビ）
- 万博1か月前!生放送スペシャル (2025年3月13日、NHK大阪)

### テレビCM
- NMB48の麻雀てっぺんとったんで!（2020年5月）
- ゲマトス（2021年10月 - ）
- 大阪コミコン2023（2023年4月 - ）

### テレビドラマ
- 第1話 シーズン2 #2 妖怪ドラマ「妖怪女子 アカネの憂鬱」（2020年7月19日、朝日放送テレビ） - 主人公・アカネ 役[23]
- アイドル失格（2024年1月13日 - 3月30日、BS松竹東急） - 安部 役[24]

### ラジオ
- NMB48のTEPPENラジオ（2021年4月10日 - 、MBSラジオ） - レギュラーパーソナリティ

### 舞台
- 吉本新喜劇×NMB48 ミュージカル「ぐれいてすと な 笑まん」（2022年5月14日 - 22日、COOL JAPAN PARK OSAKA WWホール / 5月26日 - 29日、明治座）

## 書籍

### 小説
- アイドル失格（2022年11月18日、KADOKAWA） 四六判、単行本、240ページ、ISBN 9784041121689[6]
- 私の居場所はここじゃない（2024年12月6日、KADOKAWA） 四六判、単行本、200ページ、ISBN 9784041152867[14]

### 写真集
- 愛される予感（2023年3月27日、徳間書店） B5判、単行本、128ページ、ISBN 9784198656140[25]

### 新聞
- アイドル界は悪いインフレ？　経済学を学ぶ安部若菜さんの立てた仮説（2022年1月22日、朝日新聞(全国版)オピニオン面）[26]。

### 連載
- NMB48 安部若菜が行く！ わかぽん落語道（2020年2月21日 - 、ぴあ関西版WEB）[27]。
- NMB48のレッツ・スタディー!経済編（2021年11月30日 - 、朝日新聞(近畿版)・朝日新聞デジタル）[28]。
- 上西ハウジング&安部不動産（2022年4月28日 - 2024年1月30日、月刊エンタメ） - 上西怜との共同連載[29]
- 安部若菜 小説家への道（2022年6月15日 - 、カドブン）[30]。
- 私の居場所は文字の中（2024年8月16日 - 2025年2月7日、ダ・ヴィンチWeb）[31]